# Vereniging Componisten en Tekstdichters Ntb
De Vereniging Componisten en Tekstdichters Ntb (VCTN) is een beroepsorganisatie voor muziekauteurs.
In 2011 besloot het congres van de Nederlandse Toonkunstenaarsbond (Ntb) tot oprichting van de Vereniging Componisten en Tekstdichters Ntb (de VCTN). De muziekauteursleden van de bond richtten in 2012 formeel de vereniging op in een eigen oprichtingscongres. Hoewel gelieerd aan Ntb (en Kunstenbond) is de VCTN een onafhankelijke organisatie.
Ntb-leden (en sinds juni 2018 ook Kunstenbondleden) die als componist of muziektekstschrijver werkzaam zijn, zijn aangesloten. Doel van de oprichting was de belangen van aangesloten componisten en tekstdichters beter te kunnen vertegenwoordigen en met name meer invloed te kunnen uitoefenen op het beleid van Buma/Stemra, dat tot dat moment weigerde de Ntb als auteursbelangenorganisatie te erkennen. 
De VCTN is sinds haar oprichting de grootste muziekauteursvereniging van Nederland. De vereniging werd als erkende organisatie in 2017 opgenomen in de statuten van de vereniging Buma en de stichting Stemra.
Parallel met de fusie tussen Ntb en Kunstenbond in 2018 ging de VCTN een nauwe samenwerking met de nieuwe fusieorganisatie aan, maar blijft en bleef een onafhankelijke vereniging.
In 2017 publiceerde VCTN in samenwerking met de Ntb en het Financieele Dagblad uit gelekte notulen en rapporten van Buma/Stemra. De VCTN staat transparantie en meer openheid bij de auteursrechtorganisatie voor en bepleit sinds haar oprichting een geringere invloed van muziekuitgevers bij Buma/Stemra en een professionalisering van de vertegenwoordiging van auteurs binnen de bestuurlijke geledingen van de organisatie.
De VCTN is aangesloten bij de ECSA (European Composers and Songwriters Alliance) en bij Platform Makers.